# 의정부역 펠리스타워
의정부역 펠리스타워(영어: Uijeongbu Station feliztower) 혹은 의정부 펠리스타워(영어: Uijeongbu feliztower)는 대한민국 경기도 의정부시 흥선로157번길 20 (의정부동 424)에 건설예정인 아파트로 지하 3층 ~ 지상 최고 55층, 6개 동, 전용면적 59~84m2, 총 1760여 가구로 구성된 의정부시 최고 높이의 대단지 아파트다. 의정부시 랜드마크로 예상되는 초고층 주상복합 아파트로 의정부동 지역주택조합이 시행하고 시공사는 미정이다.
2020년에 착공하여 2022년 하반기에 입주 예정이었다.
2020.2.12. 의정부시 경관위원회 심의에서 재검토 의결(103동, 104동, 105동의 55층 높이 조절 필요 등), 다음 회차 경관위원회 심의에서 조건부 의결(49층으로 층고 하향 조정) 되었음을 알렸다.
2023.8.2 의정부시청에 사업계획승인 민원신청 확인 완료. 23년 중 결과 발표예정
2023.11.26 사업계획승인 의정부시청홈페이지 공시.

## 구성
의정부의 초고층 아파트는 101동에서 106동으로 구성되어 있다.
| 동 명칭 | 층수 | 높이 |
| ------- | ---- | ---- |
| 101동   | 49층 | 177m |
| 102동   | 49층 | 177m |
| 103동   | 49층 | 177m |
| 104동   | 49층 | 177m |
| 105동   | 49층 | 177m |
| 106동   | 49층 | 177m |

## 사건
- 2023년 6월 20일 건축심의통과 7월 13일 현재 조합설립변경인가 진행중 추후 사업승인 신청예정임관련기사 확인.[https://www.kyeonggi.com/article/20230710580073

- 2023년 8월 2일 모든 재정비 및 준비를 마친 후 사업계획승인 민원을 의정부 시청에 넣었음.

2023년 중 결과발표 예정.

## 같이 보기
- 대한민국의 마천루 목록
- 경기도의 마천루 목록
- 의정부시의 마천루 목록